# Branislav Ivanović
Branislav Ivanović (sârbă Бранислав Ивановић, pronunțat [brǎnislaʋ iʋânoʋitɕ, – ǐʋaː-]; n. 22 februarie 1984, Sremska Mitrovica, RS Serbia, RSF Iugoslavia) este un fotbalist sârb care joacă pentru clubul rus Zenit Saint Petersburg și echipa națională a Serbiei. Un fundaș versatil, Ivanović joacă pe postul de fundaș dreapta, deși poate juca și ca fundaș centrale.
Ivanović și-a început cariera la clubul din orașul natal FK Srem. În ianuarie 2004 s-a transferat la echipa aflată atunci în partea superioară a clasamentului, OFK Belgrad. Doi ani mai târziu s-a mutat în Rusia pentru a juca pentru Lokomotiv Moscova în Prima Ligă a Rusiei, unde a petrecut două sezoane, câștigând primul său trofeu, Cupa Rusiei din 2007. În ianuarie 2008, Ivanovic a fost cumpărat de Chelsea din Premier League pentru 9 milioane de lire sterline. El a câștigat nouă trofee cu Chelsea, printre care trei titluri de Premier League, trei Cupe ale Angliei, o Cupă a Ligii, Liga Campionilor și Europa League. În total, el a jucat în 377 de meciuri și a marcat 34 de goluri, făcându-l unul dintre cei cinci jucători străini care au jucat în peste 300 de meciuri pentru club, fiind al doilea fundaș după John Terry ca număr de goluri marcate de un fundaș pentru Chelsea. În plus, Ivanović a fost numit de două ori în echipa campionatului. S-a întors în Rusia în februarie 2017, semnând cu Zenit din postura de jucător liber de contract.
Ivanović a fost pentru prima dată convocat la naționala Serbiei în iunie 2005 și de atunci a devenit jucătorul cu cele mai multe selecții al țării sale, pentru care a jucat 105 meciuri și a marcat 13 goluri. El și-a reprezentat țara la primul turneu internațional ca țară independentă, Campionatul Mondial din 2010 din Africa de Sud și a fost numit căpitan al echipei naționale în 2012. A fost căpitan până înaintea Campionatului Mondial din 2018, la care a luat și el parte.

## Tinerețe
Ivanović s-a născut într-o familie de sportivi; tatăl său Rade a jucat pentru echipa locală FK Srem ca fundaș. Ivanović a jucat fotbal la grupele de juniori a mai multor echipe din orașul său natal Sremska Mitrovica. Până la vârsta de 15 ani a jucat ca atacant, înainte de a fi trecut pe postul pe care joacă și în prezent, cel de fundaș.

## Cariera pe echipe

### Cariera timpurie
Ivanović a debutat în fotbalul profesionist la FK Srem în 2002, călcând pe urmele tatălui său. Meciurile făcute de el aici au început să atragă atenția cluburilor din prima ligă din Serbia.

### OFK Belgrad
În decembrie 2003, Ivanović a fost transferat de OFK Beograd, în ceea ce era pe atunci Prima Ligă a Serbiei și Muntenegrului. În timpul petrecut la Belgrad, echipa sa a depășit așteptările, ajungând chiar în semifinalele Cupei Intertoto din 2004. După doi ani în prima ligă a Serbiei, Ivanovic a fost stârnit interes din partea cluburilor din Europa.

### Lokomotiv Moscova
În ianuarie 2006, Ivanović a fost achiziționat de clubul din Prima Ligă Rusă Lokomotiv Moscova.

#### Sezonul 2006
Antrenat de compatriotul Slavoljub Muslin, Ivanovic, pe atunci în vârstă de 22 de ani, a avut un impact imediat, devenind rapid titular. A jucat în 28 de meciuri și a înscris două goluri. Ivanović a contribuit cu câteva performanțe remarcabile la încercarea lui Lokomotiv de a câștiga titlul, însă echipa sa l-a ratat chiar la finalul sezonului.

#### Sezonul 2007
În ultimul său sezon de la Moscova, Ivanović, de acum un jucător cheie al echipei, a jucat în 26 de partide în ligă și a marcat trei goluri. Lokomotiv a ratat din nou câștigarea campionatului, dar a câștigat Cupa Rusiei, învingând-o pe FC Moscova cu 1-0 în finala de pe stadionul Lujniki.

### Chelsea

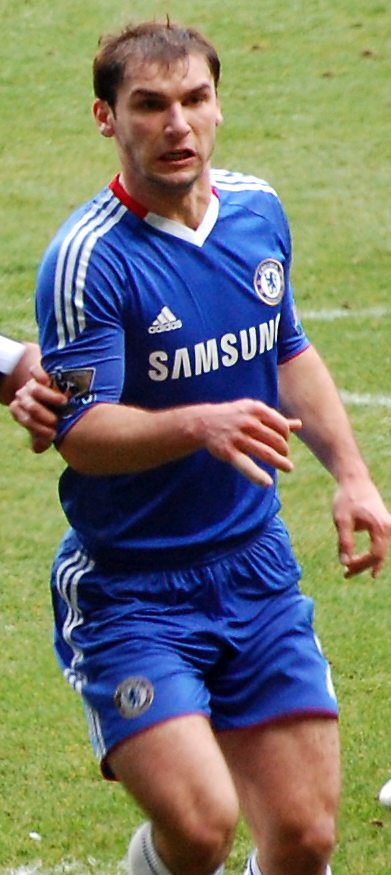
Ivanović într-un meci cu Newcastle United în 2010.

La 15 ianuarie 2008, Chelsea a reușit să-l achiziționeze pe Ivanovic, după ce s-a luptat pentru semnătura lui cu echipe precum Milano, Ajax, Juventus și Internazionale Milano. Deși suma de transfer nu a fost dezvăluită, s-a speculat că ea a fost în jurul a 9 milioane de lire sterline. Lokomotiv a anunțat mai târziu că suma de transfer a fost de 13 milioane de euro (9,7 milioane de lire sterline) și, potrivit clubului, a fost cel mai scump jucător din istoria campionatului rus. Ivanović a semnat un contract de trei ani și jumătate cu Chelsea în ziua următoare, unde i s-a dat tricoul cu numărul 2 purtat ultima dată de Glen Johnson.

#### Sezonul 2007-2008
În ciuda sumei mari de transfer, Ivanović nu a fost titular în niciun meci al lui Chelsea în sezonul Premier League 2007-2008 sub conducerea lui Avram Grant. Clubul și-a motivat alegerea prin faptul că Ivanović nu era într-o formă fizică bună din cauza terminării sezonului din Rusia cu câteva luni înainte de achiziționarea jucătorului, Ivanović făcând o pauză de mai multe luni. Nu a reușit să se impună la antrenamente, demonstrând o lipsă de viteză și o formă fizică slabă care devenea evidentă în meciurile-școală chiar și în fața atacanților de la tineret, cum ar fi Frank Null care avea 16 ani. Până la sfârșitul sezonului, Ivanović a jucat două meciuri pentru echipa de rezerve a lui Chelsea. Reflectând la primele șase luni de la Chelsea, Ivanovic a declarat că a fost cea mai dificilă perioadă din cariera sa.

#### Sezonul 2008-2009

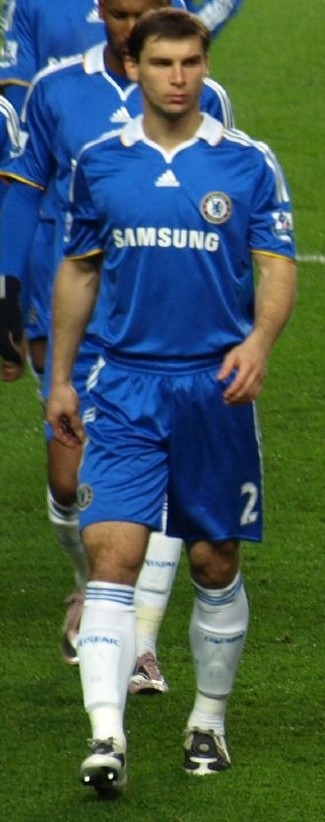
Ivanović jucând pentru Chelsea împotriva lui Arsenal în 2008

Înainte de începerea sezonului 2008-2009, s-a speculat faptul că Ivanović va părăsi formația de pe Stamford Bridge, cu destinația Milan sau Juventus. El a recunoscut mai târziu că a fost foarte aproape de a părăsi clubul, rămânând la club la sfatul coechipierului Andrei Șevcenko.
La opt luni după ce a devenit jucătorul lui Chelsea, Ivanović a jucat în primul meci pentru prima echipă a lui Chelsea, fiind titular în partida cu Portsmouth din Cupa Ligii de pe 24 septembrie, fiind apreciat pentru jocul aerian și pentru marcajul om la om strâns, calități apreciate de noul antrenor Luiz Felipe Scolari. A urmat debutul lui Ivanović în Premier League, începând ca titular partida cu Aston Villa și jucând la 90 de minute pe Stamford Bridge pe 5 octombrie în meciul lui Chelsea câștigat cu 2-0. Ivanović, totuși, era departe de a-și asigura locul de titular; el a fost rezervă în următoarele cinci meciuri, intrând în minutul 85 în meciul cu Hull City la scorul de 0-3 când Scolari l-a trimis să-l înlocuiască pe José Bosingwa. Meciul făcut de Ivanović în Cupa Ligii împotriva echipei de Championship Burnley la 12 noiembrie, l-a convins pe antrenorul brazilian să-i mai dea sârbului o șansă. De data aceasta, Ivanović a avut șansa de a juca în centrul defensivei în locul lui Alex, jucând ca titular în patru meciuri consecutiv, dintre care trei în campionat, precum și debutul Ligii Campionilor cu Bordeaux. Meciul cu Arsenal, de pe 30 noiembrie, a fost cel care l-a făcut Scolari să-l treacă din nou pe bancă; după ce conducea la pauză, albaștrii au pierdut meciul, scor 1-2, din cauza golului marcat de Robin van Persie. A mai prins două meciuri ca titular la sfârșitul lunii decembrie și începutul lunii ianuarie. În prima parte a sezonului 2008-2009, sub mandatul lui Scolari, Ivanović a jucat nouă meciuri.
Spre sfârșitul ferestrei de transfer de iarnă, Ivanović a devenit o țintă a unui alt club de Serie A - de această dată Fiorentina. Pe 27 ianuarie, agentul lui Vlado Borozan a confirmat negocierile cu directorul sportiv al clubului Pantaleo Corvino. Cu toate acestea, la 1 februarie, impresarul italian al jucătorului, Ernesto Bronzeti, a declarat că Chelsea nu este dispusă să-l vândă pe Ivanović și că el va rămâne la clubul din Londra, ceea ce s-a și întâmplat. 

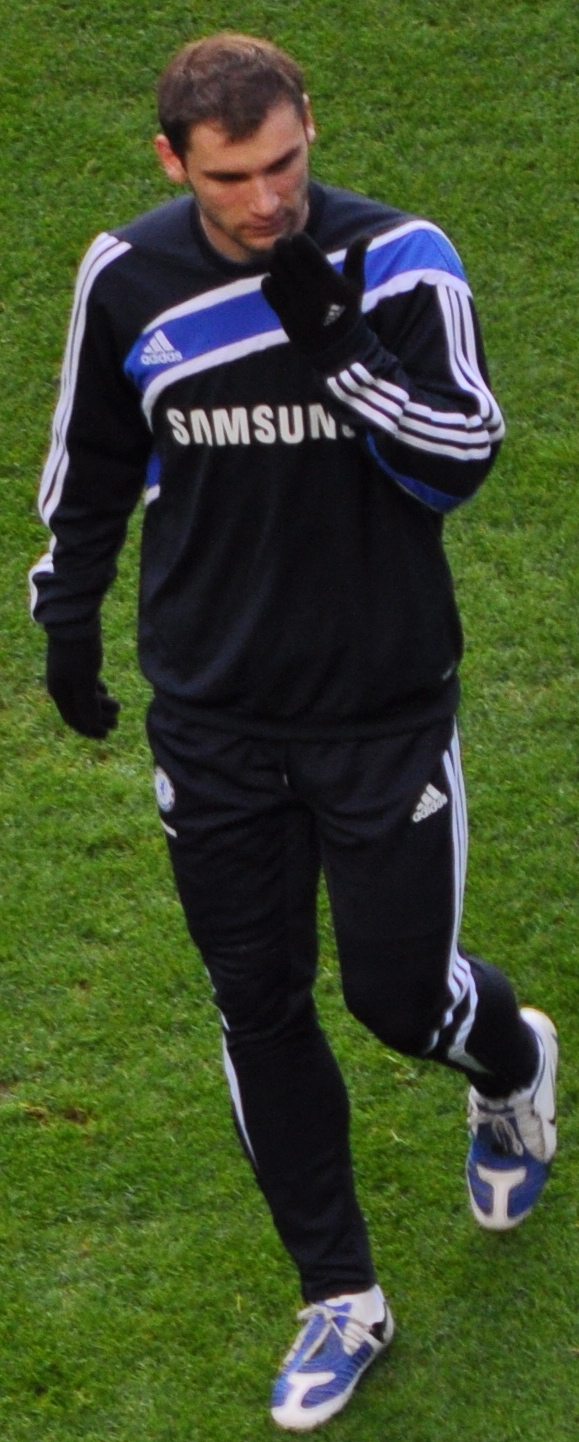
Ivanović făcând încălzirea înaintea unui meci pentru Chelsea în 2009

Chelsea era într-o formă slabă, culminând cu o înfrângere scor 2-0 cu Liverpool urmată de o remiză fără gol față de mai slab clasata Hull, toate acestea ducând la înlăturarea lui Luiz Felipe Scolari pe 9 februarie. Noul antrenor Guus Hiddink a continuat să evite să-l folosească pe Ivanović, care a primit șanse mai puține. Primul său meci ca titular sub Hiddink a venit în cele din urmă pe 4 aprilie cu Newcastle United, la aproape două luni după sosirea olandezului pe Stamford Bridge. A fost prima apariție a jucătorului în campionat după trei luni, și s-a întâmplat la doar câteva zile după ce a marcat golul victoriei pentru echipa națională a Serbiei într-un meci din calificările la Campionatul Mondial din 2010 din deplasare cu România.
El a marcat primul gol pentru Chelsea împotriva lui Liverpool în meciul tur din sferturile de finală ale Ligii Campionilor de pe Anfield. În același meci a mai înscris un gol cu capul din corner. Aceste două goluri s-au dovedit a fi decisive, deoarece Chelsea a câștigat meciul cu Liverpool cu scorul de 1-3 și 7-5 la general. Cele două goluri marcate de Ivanović i-au adus locul de titular și l-au făcut să devină unul dintre jucătorii favoriți ai suporterilor, fiind supranumit Branislav „două goluri“ Ivanović, înainte de startul partidelor. Cu toate acestea, până la sfârșitul sezonului, Hiddink l-a trecut pe Ivanović din nou pe bancă după prima manșă a semifinalei de Liga Campionilor cu Barcelona și nu a jucat nici în manșa retur și nici în finala Cupei Angliei.

#### Sezonul 2009-2010

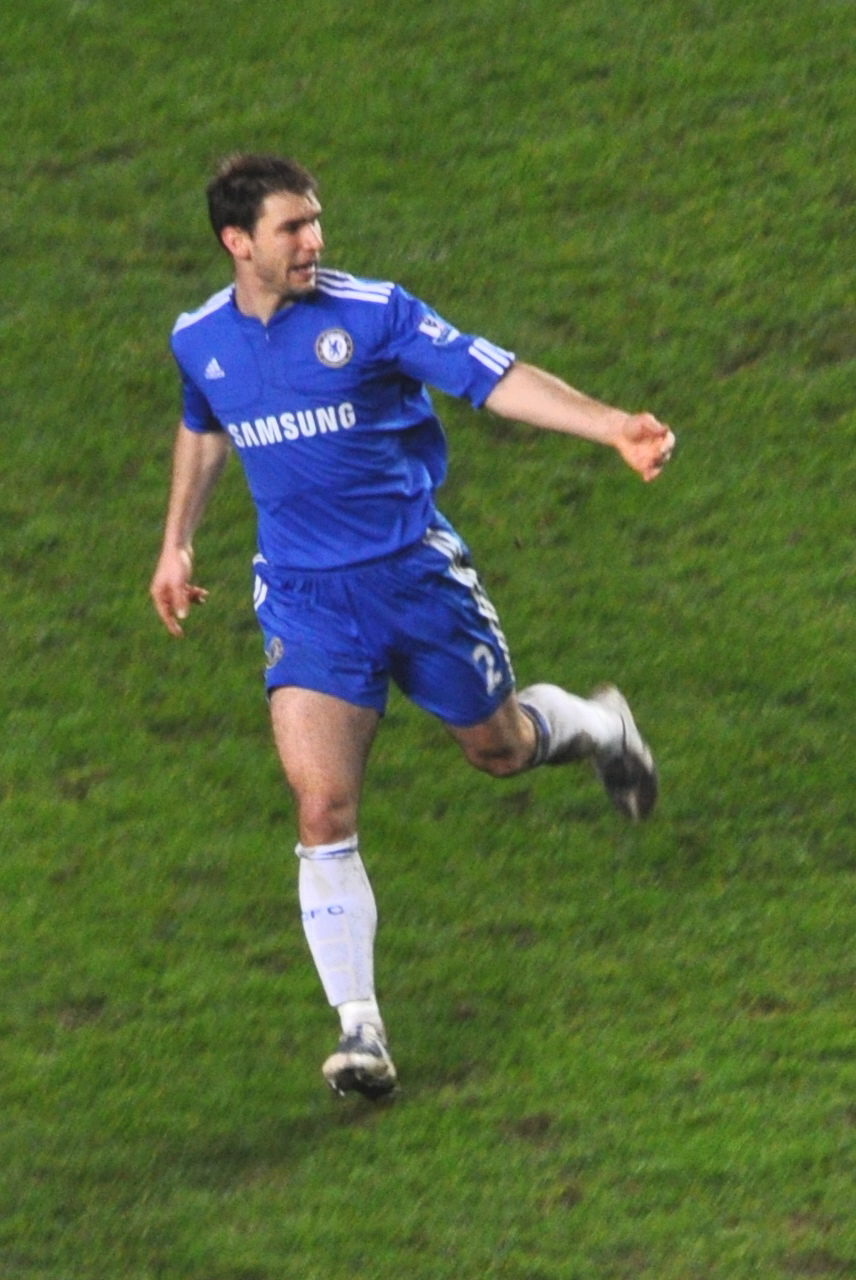
Ivanović într-un meci jucat pentru Chelsea în 2010

Începând cu sezonul următor, Ivanović a fost antrenat de Carlo Ancelotti, fiind al patrulea antrenor în primele 18 luni ale sale pe Stamford Bridge. Sârbul a jucat prima sa partidă din acest sezon în Supercupă împotriva campionilor din Premier League Manchester United. El a fost înlocuit la pauză cu José Bosingwa cu United conducând cu scorul de 0-1. Chelsea a reușit să revină, înscriind două goluri, însă după 90 de minute scorul a fost egal, 2-2. Chelsea avea să câștige partida la loviturile de departajare, scor 4-1.
La jumătatea lunii august, Ivanović a jucat primul meci al noului sezon de Premier League împotriva lui Sunderland, pe care Chelsea l-a câștigat cu 3-1 prin golurile lui Michael Ballack, Frank Lampard și Deco. În septembrie, Ivanović a jucat primul său meci din sezonul 2009-2010 al Ligii Campionilor împotriva lui Porto, deoarece Jose Bosingwa era accidentat. Pe 31 octombrie Ivanović a marcat primul gol pentru Chelsea în Premier League împotriva lui Bolton Wanderers, cu un șut din interiorul careului. A fost al treilea gol marcat Chelsea în victoria scor 0-4 de pe stadionul Reebok. După ce principalul său contracandidat la postul de fundaș dreapta, Bosingwa, a suferit în octombrie o accidentare l-a genunchi care l-a scos din circuit pentru întreg sezonul, Ivanovic a devenit titular în apărarea lui Chelsea. Deși a jucat mai mult pentru Chelsea decât în sezoanele anterioare, Ivanovic a continuat să fie considerat o țintă de transfer pentru mai multe echipe europene, mulțumită formei arătate în ultimele meciuri. La 22 decembrie, cu o săptămână înainte de deschiderea ferestrei de transfer de iarna 2009-2010, a apărut pe prima pagină a ziarului Marca, tabloidul sportiv care păstrează legături puternice cu Real Madrid. Cotidianul susținea că Realul este interesată de Ivanovic pentru a-l înlocui pe Pepe, care era accidentat.
Pe măsură ce sezonul a continuat, Ivanovic a reușit să rămână titular în prima echipa a lui Chelsea. În optimile Ligii Campionilor, Chelsea avea să se confrunte cu fostul său antrenor, José Mourinho, cel care avea să câștige competiția cu Inter. În acest meci, Ivanović a avut o cursă fulminantă, după care i-a pasat lui Salomon Kalou, care a restabilit egalitatea pentru Chelsea. El a fost numit în echipa PFA 2009-2010 pe poziția de fundaș dreapta.

#### Sezonul 2010-2011
Ivanović a început sezonul ca fundaș dreapta, dar în cele din urmă a fost adus înapoi pe poziția de fundaș central din cauza accidentărilor titularilor de pe acel post, Alex și John Terry, dar și  din cauza revenirii lui José Bosingwa pe postul de fundaș dreapta. Primul său gol al sezonului l-a marcat într-un meci în deplasare cu Blackburn Rovers în Premier League la 30 octombrie 2010, cu o lovitură de cap târziu în meci, care a asigurat victoria lui Chelsea cu 2-1. El a înscris apoi o dublă într-o victorie cu 4-1 în Liga Campionilor împotriva lui Spartak Moscova pe 4 noiembrie 2010, cu o lovitură puternică de cap și un șut din plin. Cel de-al doilea gol în Premier League, sau al patrulea în toate competițiile, l-a marcat cu capul în înfrângerea scor 3-1 cu Arsenal.
La începutul lui 2011, Ivanović a marcat primul său gol al anului, pe 15 ianuarie 2011, într-o victorie acasă cu 2-0 într-un meci din Premier League împotriva lui Blackburn Rovers de pe Stamford Bridge, cu un șut din apropierea careului. 

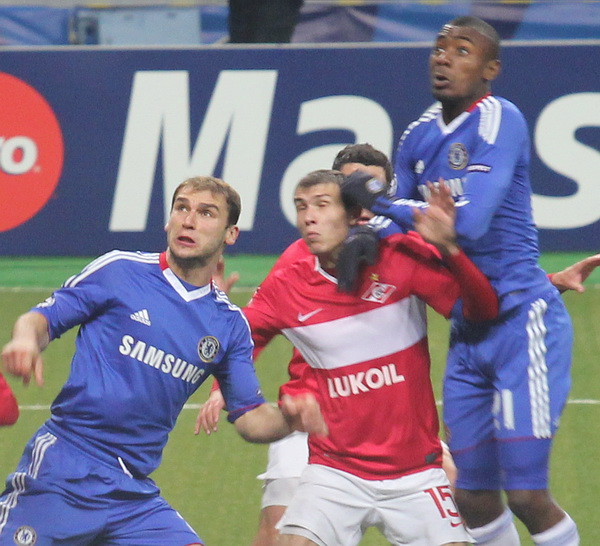
Ivanović cu Salomon Kalou în acțiune împotriva lui Spartak Moscova în 2010.

La 10 februarie 2011, Ivanović a semnat un nou contract pe cinci ani și jumătate cu Chelsea,  până în vara anului 2016. După ce a semnat acest contract. a declarat că „Este o veste bună pentru mine, este un pas foarte important pentru mine în cariera mea și vreau să încerc să o ajut pe Chelsea să câștige mai multe trofee”. El a adăugat, de asemenea, „Aceste lucruri durează ceva, dar prima mea opțiune a fost întotdeauna să rămân cu Chelsea. Nu au fost multe probleme pentru că mi-am dorit să rămân, clubul a vrut să rămân și vreau să mulțumesc tuturor celor care au ajutat la semnarea acordului. Sunt foarte mulțumit de asta.”

#### Sezonul 2011-2012
Ivanović a marcat un gol cu capul în minutul 42 al meciului din Liga Campionilor cu Genk de pe Stamford Bridge, câștigat de londonezi cu scorul de 5-0. El i-a oferit o centrare lui Frank Lampard în minutul 50 împotriva lui Blackburn Rovers, care a marcat golul victoriei. Chelsea a câștigat jocul deoarece a fost singurul gol al meciului. Ivanović a înscris golul câștigător în optimile Ligii Campionilor, pe 14 martie 2012, împotriva lui Napoli, meci câștigat de Chelsea cu 4-1 pe Stamford Bridge și cu 5-4 la general. La 31 martie 2012, la debutul lui Roberto Di Matteo pe banca lui Chelsea, a făcut un meci bun în urma căruia echipa sa a obținut o victorie importantă. El a continuat apoi să o ajute pe Chelsea să treacă de Benfica în sferturile de finală și să o bată pe Barcelona în semifinale, deși a primit un al doilea galben în retur și a pierdut astfel șansa de a juca împotriva lui Bayern München din cauza suspendării. Ivanovic a marcat o dublă împotriva lui Aston Villa într-o victorie din deplasare, scor 2-4. Ivanović a marcat din nou în următorul meci împotriva lui Wigan Athletic într-o victorie cu 2-1, cu un gol controversat din offside.

#### Sezonul 2012-2013
Ivanović a jucat în toate meciurile din turneele amicale de dinaintea începerii sezonului ale lui Chelsea și a fost căpitanul echipei în meciul cu Seattle Sounders FC, câștigat de londonezi cu scorul de 4-2. La 12 august, Ivanović a început meciul cu Manchester City din Supercupa Angliei ca titular și a fost eliminat pentru un fault cu ambele picioare asupra fundașului advers Aleksandar Kolarov. El a început campania de Premier League a lui Chelsea marcând un gol rapid împotriva lui Wigan pe 19 august, ajutându-i pe albaștri să câștige în prima etapă cu 2-0. A marcat din nou dintr-o pasă primită de la Eden Hazard, cu Chelsea învingând-o pe Reading cu 4-2 pe 22 august. Sârbul a continuat să înscrie goluri, marcând în meciul cu  Norwich City de pe 6 octombrie 2012, scor 4-1. El a fost eliminat într-un meci din Premier League împotriva lui Manchester United după un fault tactic făcut asupra lui Ashley Young, într-un meci pierdut de Chelsea cu 3-2. El a înscris primul gol în Cupa Ligii în victoria de 1-5 cu Leeds United pe 19 decembrie. Pe 23 decembrie 2012, Ivanović a marcat al cincilea gol al sezonului într-o victorie scor 8-0 cu Aston Villa.
Ivanović și-a arătat din nou calitățile de marcator pe 5 ianuarie 2013, înscriind al treilea gol în victoria din a treia rundă victorie din Cupa Angliei cu Southampton. Acesta a fost și primul gol al sârbului în Cupa Angliei. La debutul lui Paolo Di Canio în postura de antrenor al lui Sunderland, pe 7 aprilie, Ivanović a reușit să devieze șutul de la mare distanță expediat de David Luiz dincolo de brațele întinse ale portarului Simon Mignolet, Chelsea câștigând meciul cu 2-1.
În finala Europa League din 15 mai 2013, Ivanović a marcat golul câștigător cu capul, în minutul 3 al prelungilor celei de-a doua reprize, în urma căreia Chelsea a câștigat cu 2-1 în fața Benficăi. A fost al optulea gol al sârbului în acest sezon în toate competițiile, și primul în Europa League, câștigând al doilea titlu european consecutiv pentru club din Londra și al unsprezecelea trofeu major din era Roman Abramovici. Câștigarea acestui trofeu a însemnat, de asemenea, că, timp de zece zile, Chelsea a deținut în același timp trofeul Ligii Campionilor, cât și pe cel al Europa League, până la finala Ligii Campionilor din 2013 care a avut loc pe 25 mai. Din cauza jocului bun făcut de Ivanović atât în apărare cât și în atac, apărătorul sârb a fost numit Omul meciului. În urma meciului, coechipierul Frank Lampard l-a lăudat pe Ivanović și la descris ca fiind un „om grozav” și a adăugat: „Trebuie doar să vă uitați la el pentru a vedea ce fiară de om este, el se remarcă mai rar din cauza postului său, dar ce jucător e el... El a fost un profesionist absolut și este un om pe care vrei să-l ai de partea ta.”

##### Incidentul mușcăturii
În meciul din Premier League de pe 21 aprilie 2013, Ivanović a fost mușcat de către atacantul lui Liverpool, Luis Suárez. Jocul s-a încheiat la egalitate, scor 2-2, după ce Suárez a înscris golul egalizator în minutul 97. Reluările au arătat că, în timpul unei încleștări care a avut loc în urma centrării lui Steven Gerrard, care a fost deviată de Ryan Bertrand în corner, Suárez l-a mușcat pe Ivanović de brațul drept. Suárez a fost găsit vinovat de comportament violente și a fost suspendat timp de zece meciuri pentru atacul din cupă, dar Ivanović nu a depus plângere după meci. Inițial nu a acceptat scuzele lui Suárez, dar după aceea apărătorul a spus că s-a liniștit și le-a acceptat.

#### Sezonul 2013-2014
Ivanović a devenit parte integrantă a planurilor noului antrenor al lui Chelsea, José Mourinho, jucând ca titular în aproape toate meciurile de campionat, lipsind din doar unul singur, din cauza unei accidentări pe care a suferit-o în victoria cu 2-1 împotriva lui Liverpool de pe Stamford Bridge. El și-a făcut prima apariție a sezonului pe Stamford Bridge la 18 august 2013, ajutându-și echipa să nu primească gol în victoria cu 2-0 cu Hull City. Peste trei zile el a înscris primul gol al sezonului, într-o victorie scor 2-1 cu Aston Villa. Ivanović a marcat singurul gol al victoriei în deplasare în derbiul cu Manchester City, la 3 februarie 2014, echipă cu care s-a aflat la egalitate de puncte după 24 de meciuri.

#### Sezonul 2014-2015

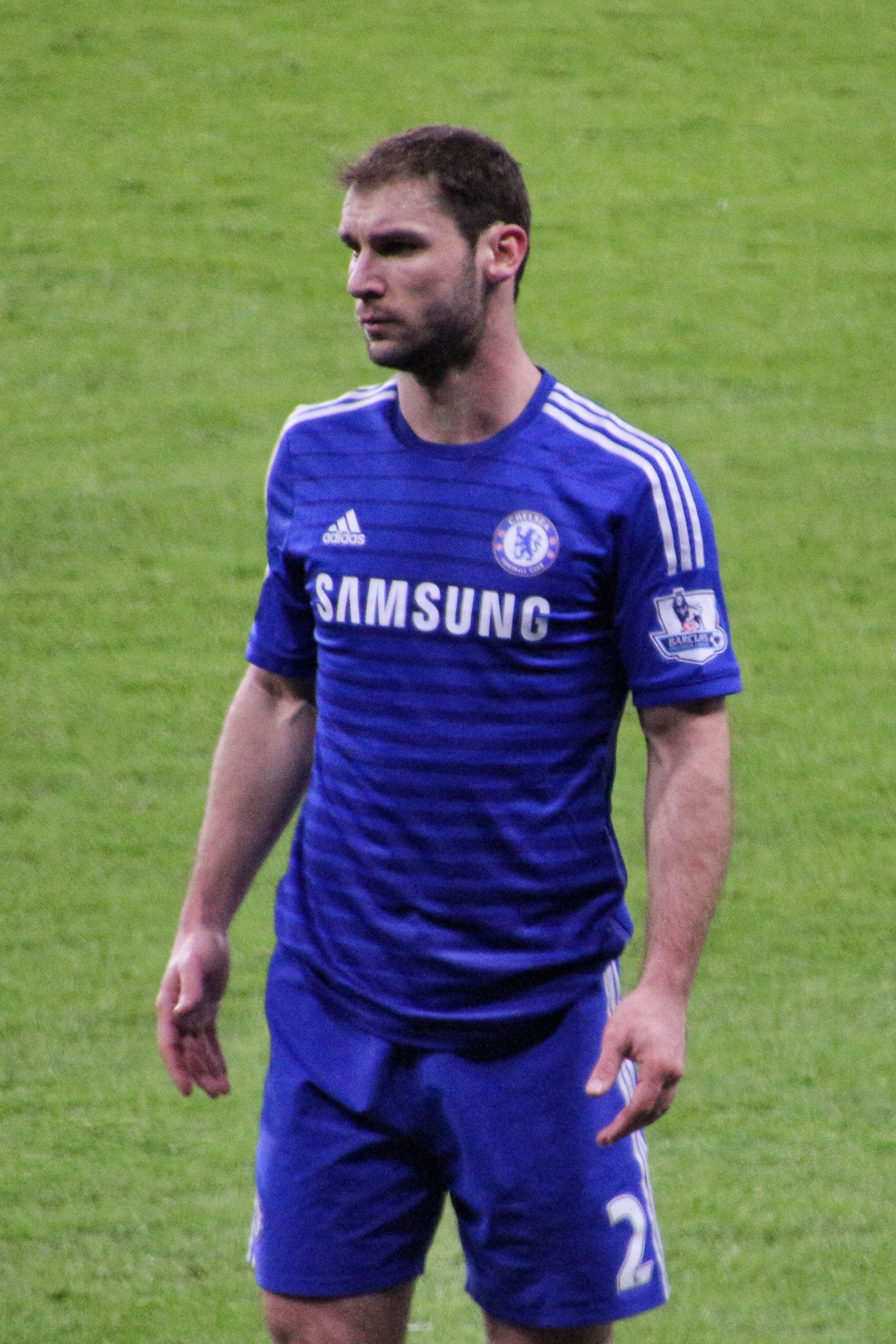
Ivanović jucând pentru Chelsea în 2015

Ivanović a jucat primul meci al sezonului 2014-2015 pe 18 august 2014, marcând al treilea gol al lui Chelsea în victoria de 3-1 cu Burnley de pe Turf Moor. La 30 august, a marcat al doilea gol al lui Chelsea, după doar trei minute, într-o victorie scor 6-3 cu Everton de pe Goodison Park. Pe 26 octombrie Ivanović a fost eliminat în prelungiri după un fault asupra lui Ángel Di María pe Old Trafford într-un meci din Premier League împotriva lui Manchester United; care s-a terminat la egalitate scor 1-1, golul primit de echipa sa fiind cauzat de faultul făcut asupra lui Di María.
Pe 27 ianuarie 2015 a marcat golul victoriei cu Liverpool cu capul, dintr-o lovitură liberă executată de Willian în prima jumătate a timpului suplimentar în semifinala a Cupei Ligii, pe care Chelsea a câștigat-o cu 2-1 la general și în urma căreia a ajuns în finala competiției pentru a șaptea oară. La 7 februarie, Ivanović a înscris golul câștigător al lui Chelsea într-o victorie cu 2-1 împotriva lui Aston Villa de pe Villa Park. La 17 februarie, a marcat golul egalizator în deplasare, scor 1-1 cu Paris Saint-Germain în optimile Ligii Campionilor. Patru zile mai tarziu, a marcat golul de deschidere remizei scor cu 1-1 cu Burnley, fiind al patrulea gol marcat de el în șase meciuri. La 1 martie a fost titular - și a jucat în cele 90 de minute - în finala Cupei Ligii împotriva Tottenham Hotspur, ajutându-și echipa să o câștige cu 2-0 și să obțină primul trofeu al sezonului. Pe 26 aprilie, Ivanović, împreună cu cinci dintre colegii săi de la Chelsea, au fost incluși în echipa PFA Premier League a anului, iar o săptămână mai târziu echipa a câștigat campionatul.

#### Sezonul 2015-2016
La începutul sezonului, Ivanović a fost numit noul vice-căpitan al clubului. La 2 august 2015, Ivanović a jucat în primul meci al sezonului, în înfrângerea scor 1-0 din Supercupa Angliei împotriva rivalei din Londra, Arsenal. Ivanović a marcat primul gol al sezonului în primul meci după plecarea antrenorului José Mourinho împotriva lui Sunderland. La 22 ianuarie 2016, Ivanovic a semnat o nouă prelungire a contractului pe un an cu Chelsea. La 27 februarie, a înscris un gol cu capul în minutul 89, în victoria scor 2-1 cu Southampton. Pe 1 martie, împotriva lui Norwich, Ivanović a jucat în cel de-al 350-lea meci pentru Chelsea în toate competițiile, devenind cel de-al patrulea jucător străin care reușește acest lucru.
De-a lungul sezonului, în perioadele în care John Terry era indisponibil, Ivanović a îndeplinit funcția de căpitan al echipei.

#### Sezonul 2016-2017
Deși a suferit o accidentare în pre-sezon, Ivanović a revenit în la timp pentru turneul lui Chelsea din Statele Unite Chelsea, fiind folosit alternativ cu tânărul fundaș dreapta Ola Aina. Ivanović a continuat să joace pe postul de fundaș dreapta în timpul sezonului, pentru prima dată în victoria scor 2-1 împotriva lui West Ham United. Cu toate acestea, înaintea înfrângerii lui Chelsea cu 3-0 împotriva lui Arsenal în septembrie, Ivanović, a fost înlocuit cu nou-venitul Marcos Alonso pentru viitorul apropiat. Acest transfer l-a făcut pe Antonio Conte să treacă la formația sa favorită, 3-4-3, începând cu victoria cu 2-0 asupra llui Hull City. Ivanović a marcat ultimul gol în ultimul său gol pentru Chelsea, în victoria cu 4-0 de pe teren propriu împotriva lui Brentford în Cupa Angliei, învingându-l pe portarul Daniel Bentley cu un șut pe jos la firul ierbii.

### Zenit Sankt Petersburg
Pe 1 februarie 2017, Ivanović a semnat un contract cu Zenit Sankt Petersburg pe doi ani și jumătate după nouă ani la Chelsea. La 16 februarie 2017, Ivanović și-a făcut debutul pentru Zenit înfrângere din deplasare cu Anderlecht, scor 2-0, din șaisprezecimile Europa League.

## Cariera internațională

### Echipa națională de tineret
Debutul lui Ivanović la echipa națională de tineret U-21 s-a produs împotriva Macedoniei la Ohrid, la 15 decembrie 2003, într-un meci pe care Serbia și Muntenegru l-a câștigat cu 4-1. El a marcat primul său gol cu numai două zile mai târziu împotriva aceluiași adversar, într-un meci câștigat cu 7-0.
A participat la Campionatul U-21 din Portugalia în 2006, unde a jucat în meciuri și a înscris un gol pentru Serbia și Muntenegru. Ivanović a primit banderola de căpitan în această perioadă și a continuat să fie căpitanul Serbiei, acum independentă, în finala Campionatului U-21 din 2007pierdută în fața gazdei, Olanda.
În total, el a jucat în 38 de meciuri pentru echipa sub 21 de ani, marcând patru goluri.

### Echipa de seniori

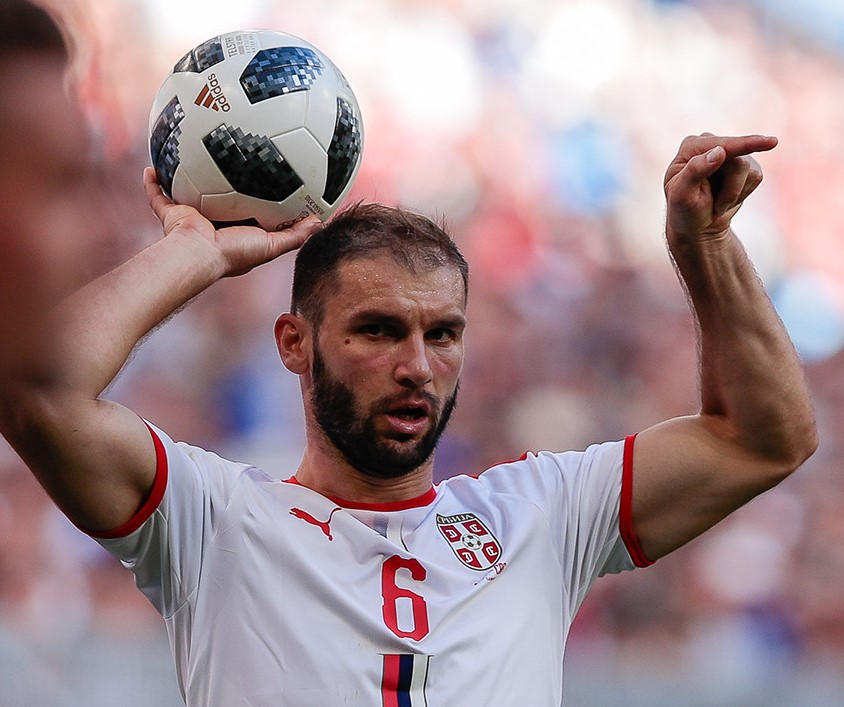
Ivanovic jucând pentru Serbia la Campionatul Mondial din 2018

Ivanović a jucat primul meci pentru naționala mare la 8 iunie 2005 în Toronto, Ontario, Canada, când Serbia și Muntenegru a jucat un amical împotriva Italiei, înlocuindu-l în minutul 77 pe coechipierul său de la echipa de club, Marko Baša, într-un meci terminat la egalitate, 1-1. El nu a fost inclus în lotul care a făcut deplasarea la Campionatul Mondial din 2006 și nu a jucat din nou la nivel internațional decât după destrămarea țării în acel an.
Ivanović a marcat primul său gol internațional la 12 septembrie 2007 într-un meci de calificare la  UEFA Euro 2008 împotriva Portugaliei la Lisabona, reluând în poartă o minge venită dintr-o lovitură liberă executată de Dejan Stanković, cu două minute înainte de final și cu meciul terminându-se cu scorul de 1-1.
În ciuda faptului că nu era titular la Chelsea Ivanovic a continuat să fie titular pentru Serbia la începutul calificăriilor pentru Campionatul Mondial din 2010 sub noul antrenor Radomir Antić, marcând trei goluri în nouă meciuri, cu echipa sa calificându-se la turneul final din Africa de Sud. A fost integralist în toate partidele de la Campionatul Mondial, cu echipa sa ieșind încă din faza grupelor.
La 28 februarie 2012, Ivanovic a marcat la primul său meci ca purtător al banderolei, o victorie cu 2-0 obținută în fața Armeniei într-un meci amical din Cipru. Selecționerul Siniša Mihajlović l-a folosit ca fundaș central în timpul mai multor meciuri amicale, după care l-a folosit din nou pe poziția de fundaș dreapta. Pe 28 decembrie 2013, Ivanović a fost numit  cel mai bun fotbalist sârb al anului, devenind al treilea jucător care a câștigat premiul de două ori (ceilalți fiind Nemanja Vidić și Dejan Stanković) și primul jucător sârb care l-a câștigat de două ori consecutiv. Ivanović a marcat pentru prima dată de două ori într-un meci la națională pe 7 iunie 2015, când Serbia a învins Azerbaidjanul cu 4-1 într-un amical din Austria.
În iunie 2018 a fost inclus în lotul definitiv de 23 de persoane pentru Campionatul Mondial din 2018. Acolo a jucat în doua meciuri, împotriva reprezentativelor statelor Costa Rica și Elvetia, și a devenit jucătorul cu cele mai multe selecții din istoria echipei naționale de fotbal a Serbiei din istorie, cu 105 meciuri.

## Stil de joc
„Este unul din cele mai bune transferuri [ale lui Chelsea]? Așa cred. El a venit imediat după ce am plecat [după primul mandat ca antrenor al lui Chelsea] și a adus o contribuție importantă la performanțele [sic] acestui club. Este un anima competitiv cu o inimă mare.”—Antrenorul José Mourinho despre Ivanović în 2015.
 Ivanović este cunoscut pentru jocul aerian, care, combinat cu forța sa, l-a ajutat să marcheze numeroase goluri cruciale în timpul carierei sale. Până în august 2014, Ivanovic a fost direct implicat în 60 de goluri în timpul perioadei cât a jucat la Chelsea (cu 31 goluri și 29 de pase). O caracteristică neobișnuită pentru un apărător, el posedă abilități de finalizator, cu fostul antrenor al lui Chelsea, José Mourinho, folosindu-l pe sârb ca atacant atunci când echipa are nevoie disperată de un gol. Stilul său de apărător neiertător l-a făcut să devină un adversar temut în Premier League, atacantul lui Manchester City, Raheem Sterling, susținând că „cel mai înspăimântător jucător împotriva cărui am jucat a fost Branislav Ivanović. Nu juca murdar, tipul este un tanc! Un tip mare, bine făcut. Un adevărat tanc.”
Începând din sezonul 2014-2015, Ivanović a început să joace mai avansat față de poziția sa obișnuită, devenind o amenințare eficientă în atac furnizând centrări și ieșind la primire. El a afirmat că această schimbare în tehnică îi permite să preseze adversarii să se retragă în propria jumătate, scoțându-i din poziție și forțându-i să se concentreze pe apărare, nu pe atac.

## Viața personală
Porecla lui Ivanović este „Bane”, o poreclă comună pentru numele Branislav. Ivanović este căsătorit cu Nataša, o vecină din Sremska Mitrovica, cu care are patru copii. Este membru al Bisericii Ortodoxe Sârbe din Londra, Sf. Sava. Unchiul matern al lui Ivanović este fostul fotbalistu Đorđe Milovanović, care a jucat la Steaua Roșie Belgrad; vărul său matern este Dejan Milovanović, de asemenea fotbalist profesionist, cu care a jucat în echipele naționale de juniori.
El este prieten cu jucătorul de tenis Novak Djokovic și, de asemenea, le cunoaște pe jucătoarele de tenis Jelena Janković și fosta număr unu mondial Ana Ivanovic.

## Statistici privind cariera

### Club
Începând cu data de 12 mai 2019 
| Club              | Sezon         | Campionat                              | Campionat | Campionat | Cupă    | Cupă   | Cupa Ligii | Cupa Ligii | Europa  | Europa | Altele  | Altele | Total   | Total  |
| Club              | Sezon         | Divizie                                | Meciuri   | Goluri    | Meciuri | Goluri | Meciuri    | Goluri     | Meciuri | Goluri | Meciuri | Goluri | Meciuri | Goluri |
| ----------------- | ------------- | -------------------------------------- | --------- | --------- | ------- | ------ | ---------- | ---------- | ------- | ------ | ------- | ------ | ------- | ------ |
| FK Srem           | 2002–2003     | A Doua Ligă a Serbiei și Muntenegrului | 3         | 0         |         |        | —          | —          | —       | —      | —       | —      | 3       | 0      |
| FK Srem           | 2003–2004     | A Doua Ligă a Serbiei și Muntenegrului | 16        | 2         |         |        | —          | —          | —       | —      | —       | —      | 16      | 2      |
| FK Srem           | Total         | Total                                  | 19        | 2         |         |        | —          | —          | —       | —      | —       | —      | 19      | 2      |
| OFK Belgrad       | 2003–2004     | Prima Ligă a Serbiei și Muntenegrului  | 13        | 0         | 1       | 0      | —          | —          | 0       | 0      | —       | —      | 14      | 0      |
| OFK Belgrad       | 2004–2005     | Prima Ligă a Serbiei și Muntenegrului  | 27        | 2         | 2       | 1      | —          | —          | 6       | 0      | —       | —      | 35      | 3      |
| OFK Belgrad       | 2005–2006     | Prima Ligă a Serbiei și Muntenegrului  | 15        | 3         | 1       | 0      | —          | —          | 2       | 1      | —       | —      | 18      | 4      |
| OFK Belgrad       | Total         | Total                                  | 55        | 5         | 4       | 1      | —          | —          | 8       | 1      | —       | —      | 67      | 7      |
| Lokomotiv Moscova | 2006          | Prima Ligă Rusă                        | 28        | 2         | 2       | 0      | —          | —          | 2       | 1      | —       | —      | 32      | 3      |
| Lokomotiv Moscova | 2007          | Prima Ligă Rusă                        | 26        | 3         | 7       | 0      | —          | —          | 6       | 1      | —       | —      | 39      | 4      |
| Lokomotiv Moscova | Total         | Total                                  | 54        | 5         | 9       | 0      | —          | —          | 8       | 2      | —       | —      | 71      | 7      |
| Chelsea           | 2007–2008     | Premier League                         | 0         | 0         | 0       | 0      | 0          | 0          | 0       | 0      | 0       | 0      | 0       | 0      |
| Chelsea           | 2008–2009     | Premier League                         | 16        | 0         | 4       | 0      | 2          | 0          | 4       | 2      | —       | —      | 26      | 2      |
| Chelsea           | 2009–2010     | Premier League                         | 28        | 1         | 3       | 0      | 3          | 0          | 6       | 0      | 1       | 0      | 41      | 1      |
| Chelsea           | 2010–2011     | Premier League                         | 34        | 4         | 3       | 0      | 0          | 0          | 10      | 2      | 1       | 0      | 48      | 6      |
| Chelsea           | 2011–2012     | Premier League                         | 29        | 3         | 5       | 0      | 1          | 0          | 10      | 2      | —       | —      | 45      | 5      |
| Chelsea           | 2012–2013     | Premier League                         | 34        | 5         | 6       | 1      | 3          | 1          | 12      | 1      | 4       | 0      | 59      | 8      |
| Chelsea           | 2013–2014     | Premier League                         | 36        | 3         | 2       | 0      | 0          | 0          | 11      | 0      | 1       | 0      | 50      | 3      |
| Chelsea           | 2014–2015     | Premier League                         | 38        | 4         | 0       | 0      | 4          | 1          | 7       | 1      | —       | —      | 49      | 6      |
| Chelsea           | 2015–2016     | Premier League                         | 33        | 2         | 4       | 0      | 1          | 0          | 4       | 0      | 1       | 0      | 43      | 2      |
| Chelsea           | 2016–2017     | Premier League                         | 13        | 0         | 2       | 1      | 1          | 0          | —       | —      | —       | —      | 16      | 1      |
| Chelsea           | Total         | Total                                  | 261       | 22        | 29      | 2      | 15         | 2          | 64      | 8      | 8       | 0      | 377     | 34     |
| Zenit             | 2016–2017     | Prima Ligă Rusă                        | 10        | 1         | 0       | 0      | —          | —          | 1       | 0      | —       | —      | 11      | 1      |
| Zenit             | 2017–2018     | Prima Ligă Rusă                        | 27        | 2         | 0       | 0      | —          | —          | 11      | 3      | —       | —      | 38      | 5      |
| Zenit             | 2018–2019     | Prima Ligă Rusă                        | 28        | 1         | 1       | 0      | —          | —          | 12      | 1      | —       | —      | 41      | 2      |
| Zenit             | Total         | Total                                  | 65        | 4         | 1       | 0      | —          | —          | 24      | 4      | —       | —      | 90      | 8      |
| Total carieră     | Total carieră | Total carieră                          | 454       | 38        | 43      | 3      | 15         | 2          | 104     | 15     | 8       | 0      | 624     | 59     |

### Internațional
Până în 22 iunie 2018 
| Echipa națională     | An    | Meciuri | Goluri |
| -------------------- | ----- | ------- | ------ |
| Serbia și Muntenegru | 2005  | 1       | 0      |
| Serbia               | 2006  | 2       | 0      |
| Serbia               | 2007  | 6       | 1      |
| Serbia               | 2008  | 8       | 2      |
| Serbia               | 2009  | 11      | 1      |
| Serbia               | 2010  | 10      | 0      |
| Serbia               | 2011  | 9       | 1      |
| Serbia               | 2012  | 10      | 2      |
| Serbia               | 2013  | 10      | 0      |
| Serbia               | 2014  | 9       | 1      |
| Serbia               | 2015  | 7       | 2      |
| Serbia               | 2016  | 9       | 2      |
| Serbia               | 2017  | 8       | 0      |
| Serbia               | 2018  | 5       | 1      |
| Total                | Total | 105     | 13     |

#### Goluri internaționale
Pentru meciurile jucate până în 9 iunie 2018. Rubrica scor indică scorul la momentul marcării golurilor de către Ivanović.
| Nr. | Data               | Stadion                                                 | Selecție | Adversar          | Scor | Rezultat | Competiție                                        |
| --- | ------------------ | ------------------------------------------------------- | -------- | ----------------- | ---- | -------- | ------------------------------------------------- |
| 1   | 12 septembrie 2007 | Estádio José Alvalade, Lisabona, Portugalia             | 5        | Portugalia        | 1 -1 | 1-1      | Calificările pentru Campionatul European din 2008 |
| 2   | 10 septembrie 2008 | Stade de Franța, Saint-Denis, Seine-Saint-Denis, Franța | 14       | Franța            | 1 -2 | 1-2      | Calificările pentru Campionatul Mondial din 2010  |
| 3   | 11 octombrie 2008  | Stadionul Marakana, Belgrad, Serbia                     | 15       | Lituania          | 1 -0 | 3-0      | Calificările pentru Campionatul Mondial din 2010  |
| 4   | 28 martie 2009     | Stadionul Farul, Constanța, România                     | 20       | România           | 3 -1 | 3-2      | Calificările pentru Campionatul Mondial din 2010  |
| 5   | 7 octombrie 2011   | Stadionul Marakana, Belgrad, Serbia                     | 44       | Italia            | 1 -1 | 1-1      | Calificările pentru Campionatul European din 2012 |
| 6   | 28 februarie 2012  | Stadionul Tsirion, Limassol, Cipru                      | 48       | Armenia           | 2 -0 | 2-0      | Amical                                            |
| 7   | 11 septembrie 2012 | Stadionul Karađorđe, Novi Sad, Serbia                   | 54       | Țara Galilor      | 5 -1 | 6-1      | Calificările pentru Campionatul Mondial din 2014  |
| 8   | 31 mai 2014        | Toyota Park, Bridgeview, Statele Unite ale Americii     | 70       | Panama            | 1 -0 | 1-1      | Amical                                            |
| 9   | 7 iunie 2015       | NV Arena, Sankt Pölten, Austria                         | 78       | Azerbaidjan       | 1 -0 | 4-1      | Amical                                            |
| 10  | 7 iunie 2015       | NV Arena, Sankt Pölten, Austria                         | 78       | Azerbaidjan       | 3 -1 | 4-1      | Amical                                            |
| 11  | 31 mai 2016        | Stadionul Karađorđe, Novi Sad, Serbia                   | 86       | Israel            | 1 -0 | 3-1      | Amical                                            |
| 12  | 6 octombrie 2016   | Stadionul Zimbru, Chișinău, Moldova                     | 89       | Republica Moldova | 2 -0 | 3-0      | Calificările pentru Campionatul Mondial din 2014  |
| 13  | 9 iunie 2018       | Stadionul Liebenauer, Graz, Austria                     | 103      | Bolivia           | 4 -0 | 5-1      | Amical                                            |

## Titluri

### Club
- Cupa Rusiei: 2006-2007

Chelsea
- Premier League: 2009-2010, 2014-2015, 2016-2017 [94]
- Cupa Angliei: 2008-2009,[95] 2009-2010,[96] 2011-2012 [97]
- Cupa Ligii Angliei: 2014-2015 [98]
- FA Community Shield: 2009 [99]
- Liga Campionilor UEFA: 2011-2012 [100]
- UEFA Europa League: 2012-2013 [101]

Zenit Sankt Petersburg
- Prima Ligă Rusă: 2018-2019 [102][103]

### Internațional
Serbia și Muntenegru U21 
- Campionatul European sub 21: finalist în 2004
- Campionatul European sub 21: finalist în 2007

### Individual
- Echipa Campionatului European sub 21: 2007
- Echipa PFA a Anului: Premier League 2009-2010,[26] Premier League 2014-2015[63]
- Cel mai bun jucător sârb al anului: 2012, 2013 [104]
- Omul meciului în Finala UEFA Europa League: 2013 [105]
- A patra echipă FIFPro World XI: 2014 [106]
- A cincea echipa FIFPro World XI: 2013, 2015 [107][108]
- Echipa ESM a anului : 2014-2015 [109]
- Echipa sezonului în UEFA Champions League: 2014-2015 [110]
- Dream Team UEFA Euro Sub-21 [111]

### Înregistrări
- Cele mai multe selecții pentru Serbia: 105 meciuri [3]
- Cele mai multe selecții pentru Serbia U-21: 3